# Acanthophyes israelensis
Acanthophyes israelensis är en insektsart som beskrevs av Rauno E. Linnavuori 1962. Acanthophyes israelensis ingår i släktet Acanthophyes och familjen hornstritar. Inga underarter finns listade i Catalogue of Life.